# Pentaschistis chippindalliae
Pentaschistis chippindalliae är en gräsart som beskrevs av Hans Peter Linder. Pentaschistis chippindalliae ingår i släktet Pentaschistis och familjen gräs. Inga underarter finns listade i Catalogue of Life.